# Ceracis sallei
Ceracis sallei är en skalbaggsart som först beskrevs av Mellié 1848.  Ceracis sallei ingår i släktet Ceracis och familjen trädsvampborrare. Inga underarter finns listade i Catalogue of Life.